# Neosadocus bufo
Neosadocus bufo is een hooiwagen uit de familie Gonyleptidae.